# Haddzsa kormányzóság

Haddzsa kormányzóság elhelyezkedése Jemenen belül

Haddzsa kormányzóság (arabul محافظة حجة [Muḥāfaẓat Ḥaǧǧa]) Jemen huszonegy kormányzóságának egyike. Az ország északnyugati részén, a Vörös-tenger partján fekszik. Nyugaton a tenger, északnyugaton Szaúd-Arábia, északkeleten Szaada, keleten Amrán, délkeleten Mahvít, délnyugaton pedig Hudajda kormányzóság határolja. Székhelye Haddzsa városa. Területe 9 376 km², népessége a 2004-es népszámlálási adatok szerint 1 479 568 fő.

## Fordítás
Ez a szócikk részben vagy egészben  a   Governorates of Yemen című angol Wikipédia-szócikk ezen változatának fordításán alapul.  Az eredeti cikk szerkesztőit annak laptörténete sorolja fel. Ez a jelzés csupán a megfogalmazás eredetét és a szerzői jogokat jelzi, nem szolgál a cikkben szereplő információk forrásmegjelöléseként.